# Valea Inzelului
Valea Inzelului falu Romániában, Erdélyben, Fehér megyében.

## Fekvése
Remete közelében fekvő település.

## Története
Valea Inzelului korábban Remete része volt. 1956 körül vált külön 270 lakossal.
1966-ban 275, 1977-ben 207, 1992-ben 117, 2002-ben pedig 87 román lakosa volt.